# Pomme de reinette et pomme d'api
Pomme de reinette et pomme d'api è una celebre filastrocca francese.
I 13 versi ritmati del breve componimento narrano di una venditrice ambulante di frutta al mercato coperto di Parigi: nel decantare le proprie mercanzie, la donna si trova alle prese con un ladruncolo o con un passante che allunga troppo le mani sulla merce.

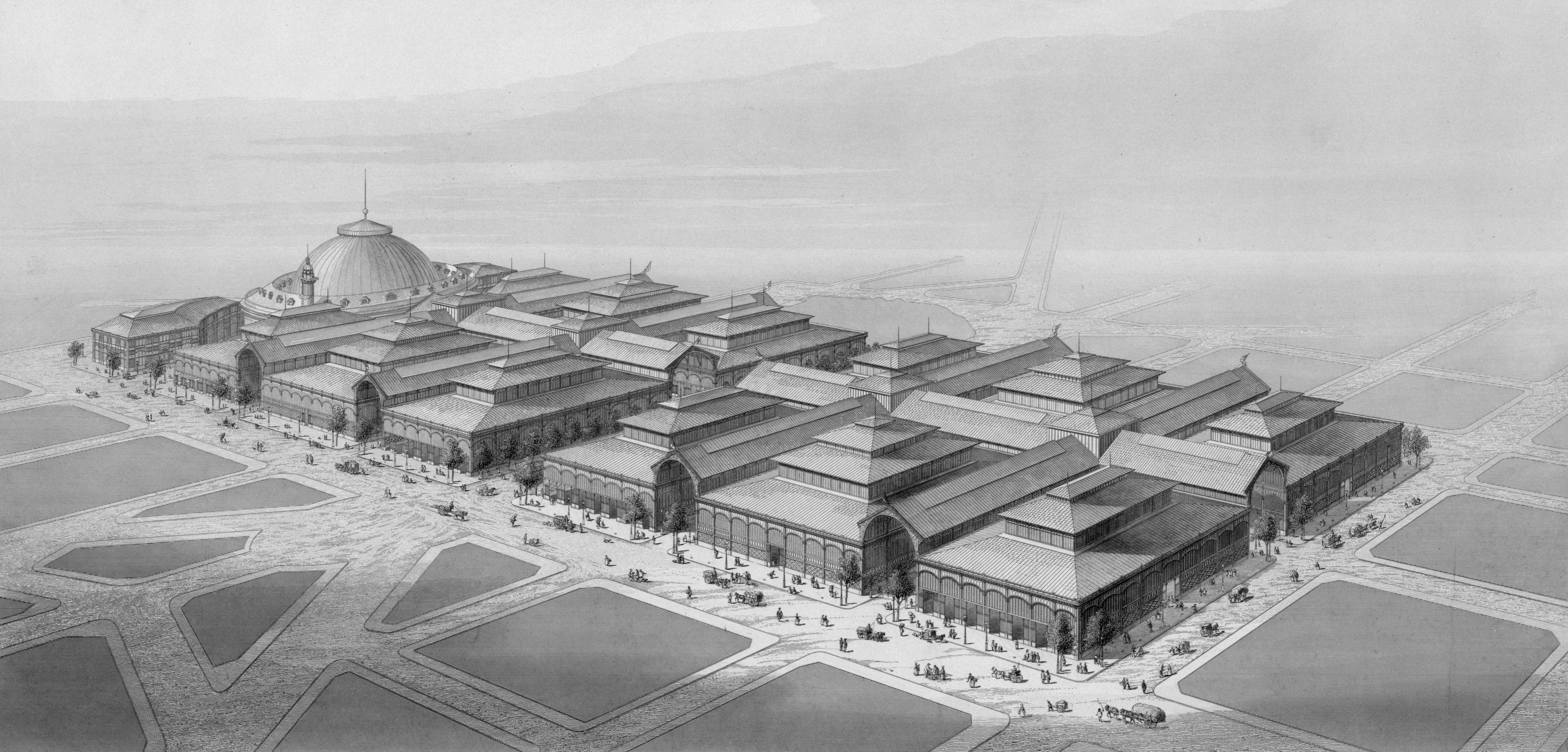
Les Halles, il mercato generale di Parigi, come doveva apparire nel 1863

Il testo è il seguente:

## Varianti e derivazioni
In Francia la filastrocca circola in varie versioni, anche per effetto di processi di adattamento e corruzione. Alcune variazioni nascono proprio da un fraintendimento di «pomme d'api»: il ritornello si trasforma così in un assonante «tapis, tapis rouge» (tappeto, tappeto rosso) o «petit tapis rouge» (piccolo tappeto rosso). Si tratta di un procedimento comune della tradizione orale (ma anche scritta), una lectio facilior infantile della poco consueta cultivar di mela citata a fianco della renetta, quest'ultima invece molto più conosciuta.

### Ponte ponente ponte pì
Dalla filastrocca sono derivate varie comptine francesi. Da essa deriva anche una conta italiana: Ponte ponente ponte pì, in cui la corruzione dell'archetipo francese si spinge a tal punto da generare una filastrocca completamente desemantizzata: